# Eremocoris obscurus
Eremocoris obscurus är en insektsart som beskrevs av Van Duzee 1906. Eremocoris obscurus ingår i släktet Eremocoris och familjen Rhyparochromidae. Inga underarter finns listade i Catalogue of Life.